# Polaridad de un disolvente
En química, se denomina polaridad de un disolvente al parámetro que mide su polaridad y le confiere propiedades de solubilizacion de diferentes solutos. En general, las reacciones químicas tienen lugar en fase homogénea, ya que, para que dos especies entren en contacto, deben estar en la misma fase. En disolución, las especies reactivas gozan de mayor libertad de movimiento y se difunden en el volumen total del disolvente, aumentando así la probabilidad de colisión entre ellas.
El disolvente debe actuar sobre el soluto solvatándolo y venciendo las fuerzas intermoleculares que lo mantienen unido, pero sin dar lugar a la reacción. En función de la naturaleza del soluto y del disolvente, las fuerzas de solvatación entre ambos pueden ser de diferentes tipos: puentes de hidrógeno, interacciones polares y fuerzas de London.
El disolvente idóneo suele tener unas características químicas y estructurales similares a las del compuesto a disolver. De allí viene la expresión "lo semejante disuelve a lo semejante", es decir, los disolventes polares disolverán mejor a los solutos polares y los disolventes apolares a los solutos apolares. La polaridad y, consecuentemente, la solubilidad de los compuestos orgánicos en disolventes polares, aumenta con la disminución de la longitud de la cadena hidrocarbonada, la presencia de grupos funcionales polares y la capacidad de formación de puentes de hidrógeno con el disolvente.
La polaridad es una característica muy importante de los disolventes debido a que determina la solubilidad y el orden de elución de los compuestos en técnicas de separación como la cromatografía.

## Constante dieléctrica y momento dipolar
La constante dieléctrica y el momento dipolar son propiedades complementarias de una sustancia. Con frecuencia se utilizan ambas constantes físicas para caracterizar su polaridad, aunque el momento dipolar no representa la polaridad de un disolvente. Cuando se quiere decir que una molécula es polar, se quiere decir que tiene un elevado momento dipolar. Sin embargo, cuando se dice que un disolvente es polar, significa que tiene una elevada constante dieléctrica. En otras palabras, la polaridad de un disolvente o constante dieléctrica, es una propiedad macroscópica (a nivel macroscópico), mientras que la polaridad molecular o momento dipolar es una propiedad de moléculas aisladas.
Aunque la polaridad de un disolvente depende de muchos factores, puede definirse como su capacidad para solvatar y estabilizar cargas. Arbitrariamente, y como punto de referencia, empiezan a considerarse polares aquellos disolventes que poseen una constante dieléctrica superior a 15.

## Polaridad de enlace
Cuando dos átomos están unidos por un enlace covalente, el par de electrones compartido puede ser atraído por igual por ambos átomos, o puede ocurrir que uno de ellos lo atraiga más fuertemente que el otro. Si ocurre lo primero, el centro de cargas positivas coincide con el de negativas y el enlace no está polarizado. Pero si el par de electrones no es atraído por igual por ambos núcleos, se situará más próximo a uno de ellos y entonces los centros de las cargas positiva y negativa no coincidirán y un extremo del enlace tendrá un exceso de carga negativa y el otro extremo un defecto. Habrá un centro o polo positivo y un centro o polo negativo y el enlace estará polarizado.
La polaridad de los enlaces se debe a la electronegatividad característica de cada átomo, que fue definida por Pauling como la capacidad de cada átomo dentro de cada molécula para atraer los pares de electrones hacia sí. Cuanto mayor sea la diferencia de electronegatividad de dos átomos enlazados, mayor será la polaridad del enlace entre ambos. Los átomos con distinta electronegatividad presentan la densidad electrónica desplazada hacia el átomo más electronegativo.
No se debe confundir la polaridad del enlace con el término polarizabilidad. Todas las moléculas llevan asociada una densidad electrónica, de forma que en presencia de un campo externo, ésta se distorsiona y se genera un momento dipolar inducido que se opone a dicho campo. Este fenómeno se denomina polarizabilidad y todos los átomos contribuyen a él, aunque es más importante en el caso de los electrones sujetos con menor intensidad, como los electrones externos de átomos pesados.
| Disolvente                    | Fórmula química         | Punto de ebullición | Constante dieléctrica | Densidad   |
| ----------------------------- | ----------------------- | ------------------- | --------------------- | ---------- |
| Disolventes no polares        |                         |                     |                       |            |
| Hexano                        | CH3-CH2-CH2-CH2-CH2-CH3 | 69 °C               | 2,0                   | 0,655 g/ml |
| Benceno                       | C6H6                    | 80 °C               | 2,3                   | 0,879 g/ml |
| Tolueno                       | C6H5-CH3                | 111 °C              | 2,4                   | 0,867 g/ml |
| Éter dietílico                | CH3CH2-O-CH2-CH3        | 35 °C               | 4,3                   | 0,713 g/ml |
| Disolventes polares apróticos |                         |                     |                       |            |
| 1,4-Dioxano                   | CH2-CH2-O-CH2-CH2-O     | 101 °C              | 2,3                   | 1,033 g/ml |
| Acetato de etilo              | CH3-C(=O)-O-CH2-CH3     | 77 °C               | 6,0                   | 0,894 g/ml |
| Cloroformo                    | HCCl3                   | 61 °C               | 4,8                   | 1,498 g/ml |
| Tetrahidrofurano (THF)        | CH2-CH2-O-CH2-CH2       | 66 °C               | 7,5                   | 0,886 g/ml |
| Diclorometano (DCM)           | CH2Cl2                  | 40 °C               | 9,1                   | 1,326 g/ml |
| Acetona                       | CH3-C(=O)-CH3           | 56 °C               | 21                    | 0,786 g/ml |
| Acetonitrilo (MeCN)           | CH3-C≡N                 | 82 °C               | 37                    | 0,786 g/ml |
| Dimetilformamida (DMF)        | H-C(=O)N(CH3)2          | 153 °C              | 38                    | 0,944 g/ml |
| Dimetil sulfóxido (DMSO)      | CH3-S(=O)-CH3           | 189 °C              | 47                    | 1,092 g/ml |
| Disolventes polares próticos  |                         |                     |                       |            |
| Ácido acético                 | CH3-C(=O)OH             | 118 °C              | 6,2                   | 1,049 g/ml |
| n-Butanol                     | CH3-CH2-CH2-CH2-OH      | 118 °C              | 18                    | 0,810 g/ml |
| Isopropanol (IPA)             | CH3-CH(-OH)-CH3         | 82 °C               | 18                    | 0,785 g/ml |
| n-Propanol                    | CH3-CH2-CH2-OH          | 97 °C               | 20                    | 0,803 g/ml |
| Etanol                        | CH3-CH2-OH              | 79 °C               | 24                    | 0,789 g/ml |
| Metanol                       | CH3-OH                  | 65 °C               | 33                    | 0,791 g/ml |
| Ácido fórmico                 | H-C(=O)OH               | 100 °C              | 58                    | 1,21 g/ml  |
| Agua                          | H-O-H                   | 100 °C              | 82                    | 1,000 g/ml |

## Características de los disolventes: próticos-apróticos
Los disolventes próticos son moléculas en general muy polares que contienen protones (H+) ácidos y por lo tanto pueden formar puentes de hidrógeno con los solutos. Los disolventes apróticos son aquellos que no contienen hidrógenos ácidos, por lo cual no pueden formar puentes de hidrógeno.
En la siguiente tabla, se establece una clasificación general de los disolventes considerando su carácter polar o apolar y la capacidad para ceder protones y formar puentes de hidrógeno. Se muestran las propiedades que presentan los compuestos próticos y apróticos.
| Tipo de disolvente | Características |
| ------------------ | --- |
| Próticos           | - Poseen un grupo funcional capaz de ceder protones (OH, NH, SH). - Capacidad de formar puentes de hidrógeno. - Polares. - Ejemplos: agua, ácidos carboxílicos, alcoholes, aminas.                 |
| Apróticos polares  | - Carecen de grupos funcionales capaces de ceder protones. - Constante dieléctrica alta. - Ejemplos: DMSO, DMF, HMPA, nitrilos, cetonas, nitrocompuestos.                                          |
| Apróticos apolares | - Carecen de grupos funcionales capaces de ceder protones. - Constante dieléctrica baja. - Ejemplos: hidrocarburos (alifáticos, aromáticos, halogenados), éteres, ésteres, halogenuros de alquilo. |